# Greyhound Australia

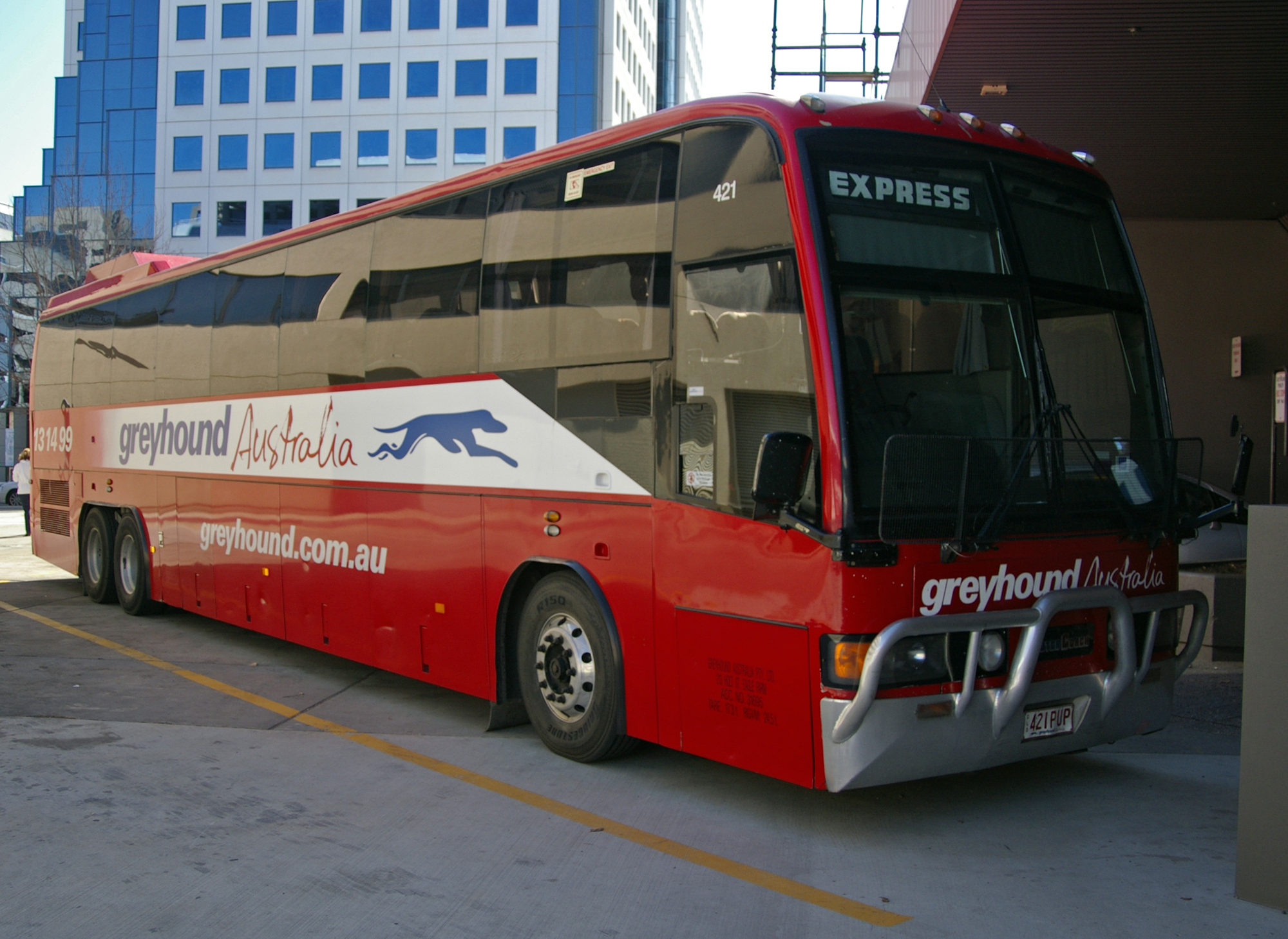
Bus von Greyhound Australia

Greyhound Australia Pty Ltd. ist das größte Fernbusunternehmen in Australien. Es transportiert sowohl Passagiere als auch Fracht. Greyhound Australia fährt mehr als 1100 Stationen in einem Streckennetz an, das fast ganz Australien abdeckt.
Greyhound Australia ist ein australisches Unternehmen und ist/war nicht verbunden mit (Bus-)Unternehmen in den USA (Greyhound Lines), (ehemals) Kanada (Greyhound Canada), Mexiko (Greyhound Mexico) oder Großbritannien (Greyhound UK) auch wenn diese ebenfalls die Hunderassebezeichnung und/oder das Bild eines im Laufen springenden Windhundes in ihrer jeweiligen Wort-Bildmarke verwenden.

## Unternehmensgeschichte
Das Unternehmen besteht seit mehr als 100 Jahren in Australien und ist damit eines der ältesten Busunternehmen der Welt. Der Vorläufer von Greyhound Australia war das Busunternehmen Pioneer Tours, das 1905 seinen Betrieb mit Fahrten in die nähere Umgebung von Melbourne begann. Das Unternehmen Greyhound nahm seinen Betrieb mit einer Buslinie im Jahr 1928 in Toowoomba auf. Jack McCafferty übernahm das Unternehmen 1940, expandierte und bot seit den späten 1960er Jahren Buslinien in alle australischen Bundesländer an. Greyhound und Pioneers fusionierten 1993 zu Greyhound Pioneer. Das Familienunternehmen McCaffertys und Greyhound Pioneer fusionierten im Jahr 2000 zur Greyhound Pioneer Australia, dem größten australischen Busunternehmen. 2003 wurde das Unternehmen an die ANZ Bank und Chapman Group of Cairns verkauft und firmiert seither unter dem aktuellen Namen Greyhound Australia. Unter dem Namen Greyhound Australia sind die ehemaligen Busunternehmen McCaffertys, Greyhound, Pioneer, Travel Coach und Bus Australia aufgegangen. Vereinzelt können auch heute noch ältere Busse in den Farben der Vorgängerunternehmen gesehen werden, da es nie zu einer generellen Neulackierung der Fahrzeuge kam, sondern diese nach und nach bei der Erneuerung des Fuhrparks eingeführt wurde.

## Unternehmen heute
Im Jahr 2010 wurden von Greyhound Australia 1,3 Millionen Passagiere transportiert und 29 Millionen Kilometer Strecken abgefahren. Dabei wurden über 1100 Ziele in ganz Australien angefahren.
Die Busse der Greyhound Australia bedienen nicht nur Linien, sondern sie können auch zu Football-Veranstaltungen, Schulausflügen, Hochzeitsfahrten und Besichtigungstouren gechartert werden. Die Busse fahren von großen Orten und Flughäfen aus kontinuierlich Orte von touristischem Interesse an. Beim Frachttransport arbeitet Greyhound Australia mit Fluggesellschaften und der Australia Post zusammen und liefert auch bis ins ländliche Australien. Auf bestimmten Strecken kooperiert Greyhound mit Eisenbahnunternehmen und anderen Busunternehmen. Nach eigenen Angaben ist Greyhound Australia das größte australische Busunternehmen im Chartergeschäft.
Die Überlandbusse, mit denen Passagiere transportiert werden, sind mit großen Panoramafenstern, Klimaanlagen, verstellbaren Sitzen, Toilette und Waschraum sowie mit einer Gelegenheit zum Babywickeln ausgestattet.
Von Greyhound Australia werden touristische Rundfahrten in Tasmanien und in Neuseeland angeboten.

## Nutzung

### Tickets und Fahrtbuchung
- Ehemalige Kilometer-Buspässe für Distanzen von 500 bis 25.000 km wurden April 2018 abgeschafft
- WHIMit-Buspässe – ersetzen die Kilometerpässe seit April 2018  – mit Geltungsdauern von 7 (?), 15, 30, 60, 90, 120 oder 365 Tagen erlauben Fahrten während dieses Zeitraums.

Konkret beabsichtigte Fahrten müssen durch Buchung angemeldet und reserviert werden. Diese Buchung kann unter Angabe des Ticketcodes kostenlos via Website online erfolgen oder gegen eine Gebühr per Telefonanruf.

### Reiseempfehlungen
Bei einer Überlandreise sind Rabatte von 15 % oder mehr bei Vorlage eines Internationalen Jugendherbergsausweises, Studentenausweises oder VIP Backpackers-Passes möglich. Die Preisgestaltung ist unterschiedlich nach gestaffelten Kilometern (Kilometre Pass) von 500 bis 25.000 Kilometern oder mit speziellen Tarifen wie Work & Travel buchbar. Bei einer Rundreise durch Australien ist der Kauf von 25.000 Kilometer zu empfehlen.
Vor einem Reiseantritt sind Sitzplätze zu reservieren, dies ist telefonisch gegen eine Gebühr oder kostenlos per Online möglich. Die Busse halten alle 5 bis 7 Stunden an einem Rasthaus entweder zum Frühstück, zum Mittag- und zum Abendessen. Essen und Trinken in den Bussen ist grundsätzlich nicht gestattet bis auf Getränke mit Schraubverschluss oder Essen, das keine Flecken oder Krümel hinterlässt.
Da es in bestimmten Gebieten nachts sehr kalt werden kann, ist die Mitnahme eines Schlafsacks zu empfehlen. Ein leichtes T-Shirt und eine kurze Hose im Reisegepäck ist sinnvoll, falls die Klimaanlage ausfällt, wie auch ein Kissen und Reiseliteratur.